# 君だから
『君だから』（きみだから）は、東野純直の3枚目のシングル。1994年1月26日に テイチクエンタテインメントから発売。

## 概要
「君だからは」テレビ朝日系『お茶とUN』のテーマソングに使用された。『独り主義（イズム） 〜僕らの独立宣言〜』は松下電器 BEGIN キャンペーンソングに使用された。16.7万枚を売上（オリコン調べ）。「君は僕の勇気」に次ぐ2番目に高い売上を記録。

## 収録曲
特記以外　作詞・全作曲：東野純直
1. 君だから
  - 編曲：大村雅朗
2. 独り主義（イズム） 〜僕らの独立宣言〜
  - 作詞：佐藤ありす
  - 編曲：安部潤
3. 君だから（Instrumental）

## カバー
呉奇隆が1994年11月23日発売のアルバム『奇而浓』にて『奇而濃的狂想』として中国語カバー

### セルフカバー
1回目は1997年発売のアルバム「epilogue for prologue」、2回目は2010年発売のアルバム『Loading myself』にてセルフカバーが行われた。